# Міст О'Коннелла
Міст О'Коннелла (ірл. Droichead Uí Chonaill, англ. O'Connell Bridge) — арковий гранітний міст, який з'єднує північний і південний береги річки Ліффі у Дубліні. Розташований у центральній частині ірландської столиці, є продовженням однойменної вулиці (О'Коннелл-стріт). Вулицею і мостом проходить значна кількість міських автобусних маршрутів, статуя О'Коннела знаходиться відразу на початку вулиці О'Коннелл-стріт і дивиться обличчям на міст.
У своєму первинному вигляді був спроектований і побудований (1791–1794) Джеймсом Гендоном і називався Carlisle Bridge. Згодом, у 1877–1882 роках зазнав реконструкції, в результаті чого був розширений до своїх сучасних розмірів. По завершенні реконструкційних робіт отримав свою сучасну назву, — на честь ірландського політичного діяча, лідера ліберального націоналістичного руху Денієла О'Коннела.

## В літературі
Американський письменник-фантаст Рей Бредбері у 1961 році написав оповідання «Жебрак з мосту О'Коннелла». Головний герой зі своєю дружиною оселяються в одному з готелів Дубліна. На вулиці до них постійно пристають жебраки, а найзагадковіший з них стоїть на мосту О'Коннелла. Герой оповідання не може відмовити жодному з жебраків, але жебраку з мосту О'Коннелла він ніколи так і не подав жодного пенні. Тому, що цей жебрак, сліпий чоловік заради подачки не втрачав самоповагу до себе. Стоячи на мосту він грав на концертині, в непогоду він був с непокритою головою і чудово співав, акомпонуючи сам собі. Але йому ніхто так і не подав, тому він помер.

## Галерея

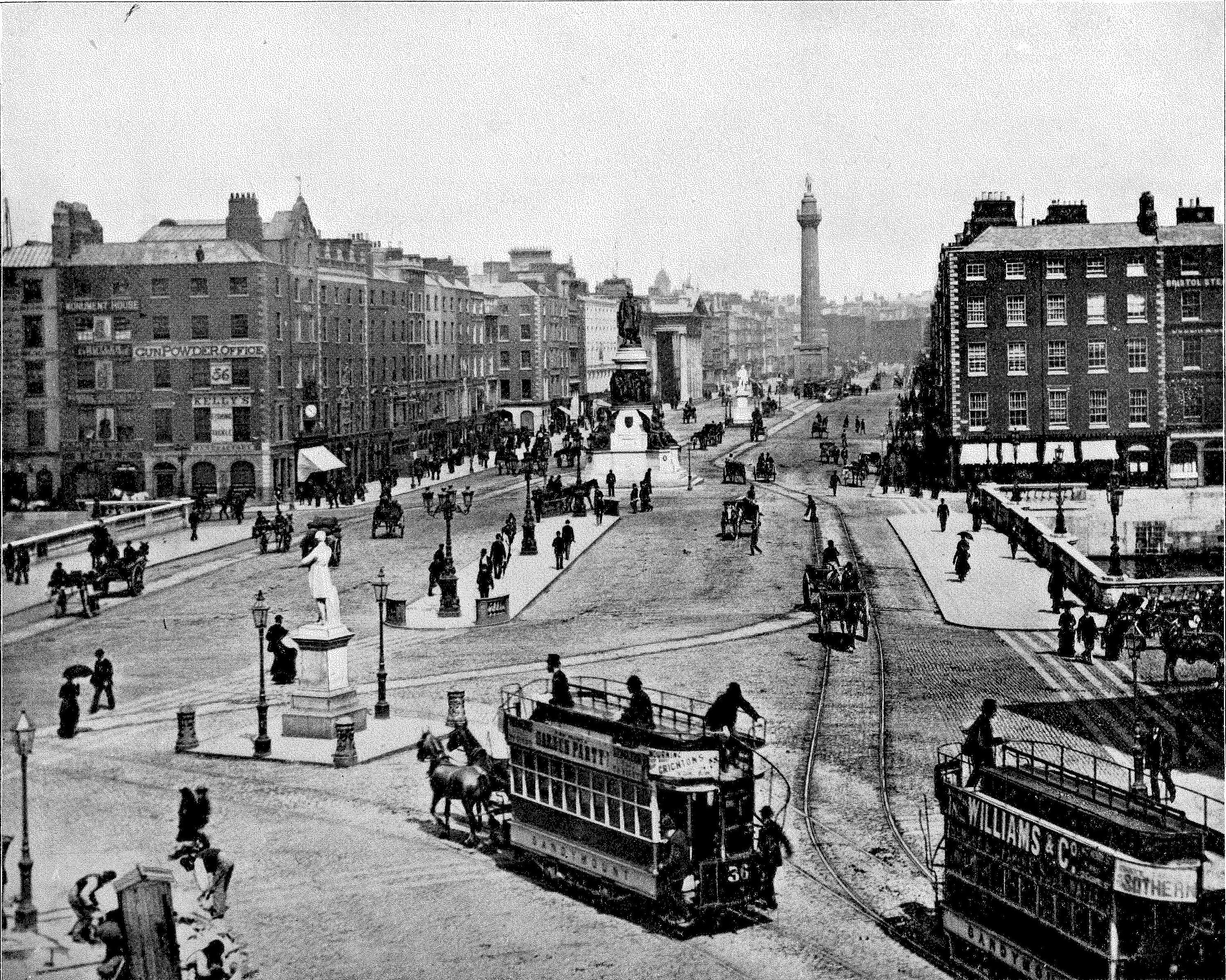
Міст у давнину (приблизно 1900 рік)
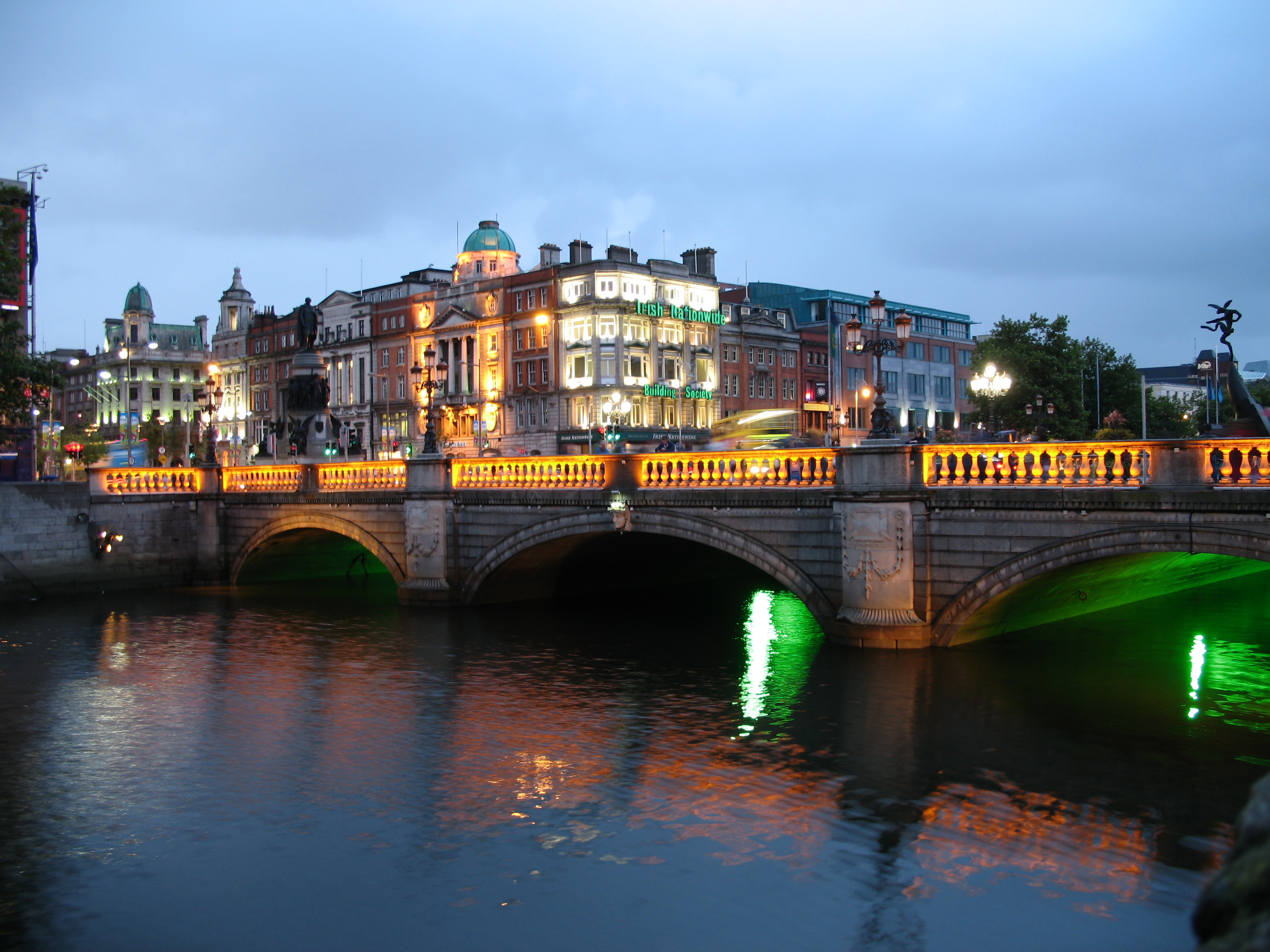
Підсвітка вночі (серпень 2006)
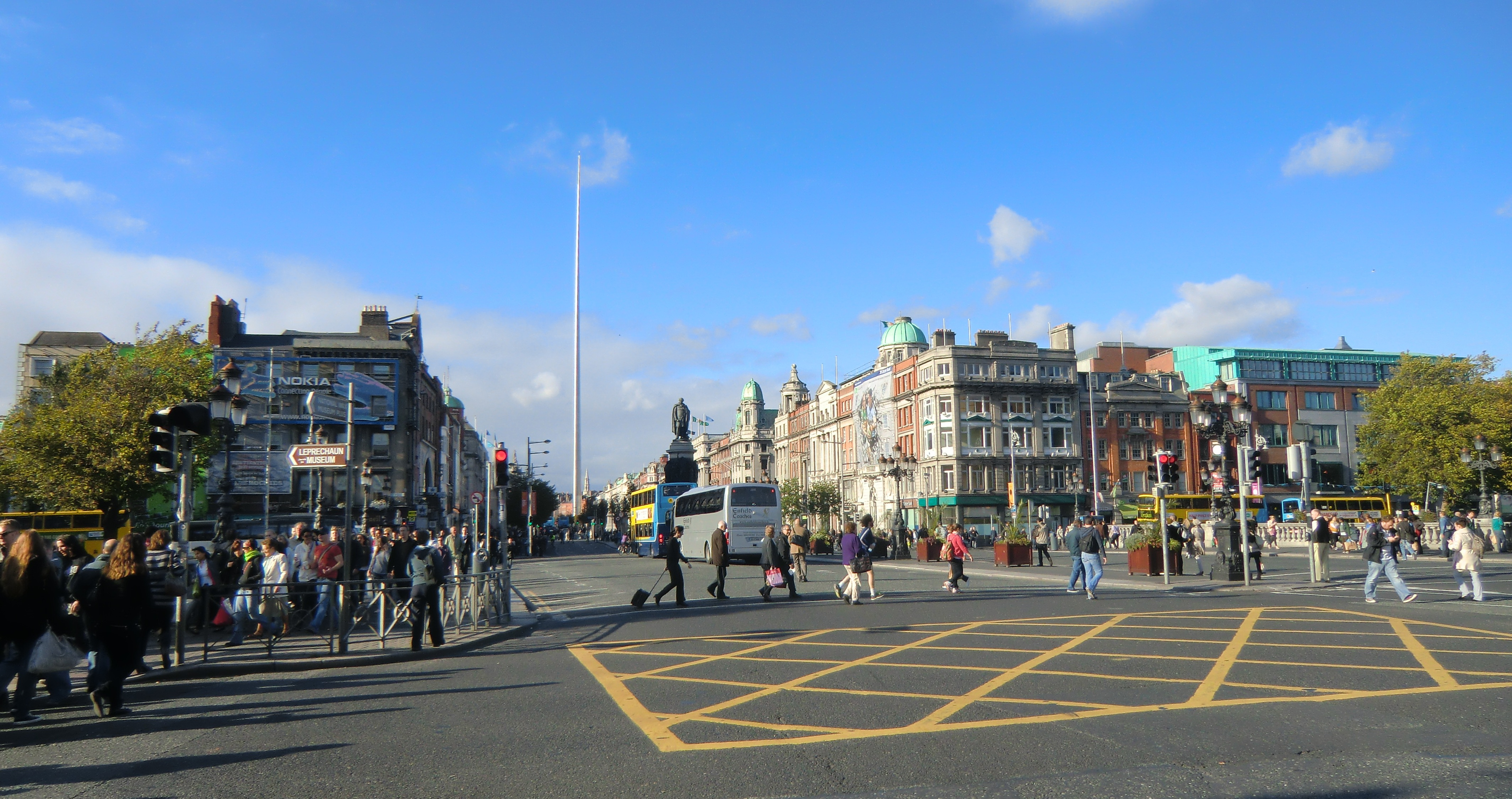
Вигляд з південної сторони на "голку" (вересень 2011)
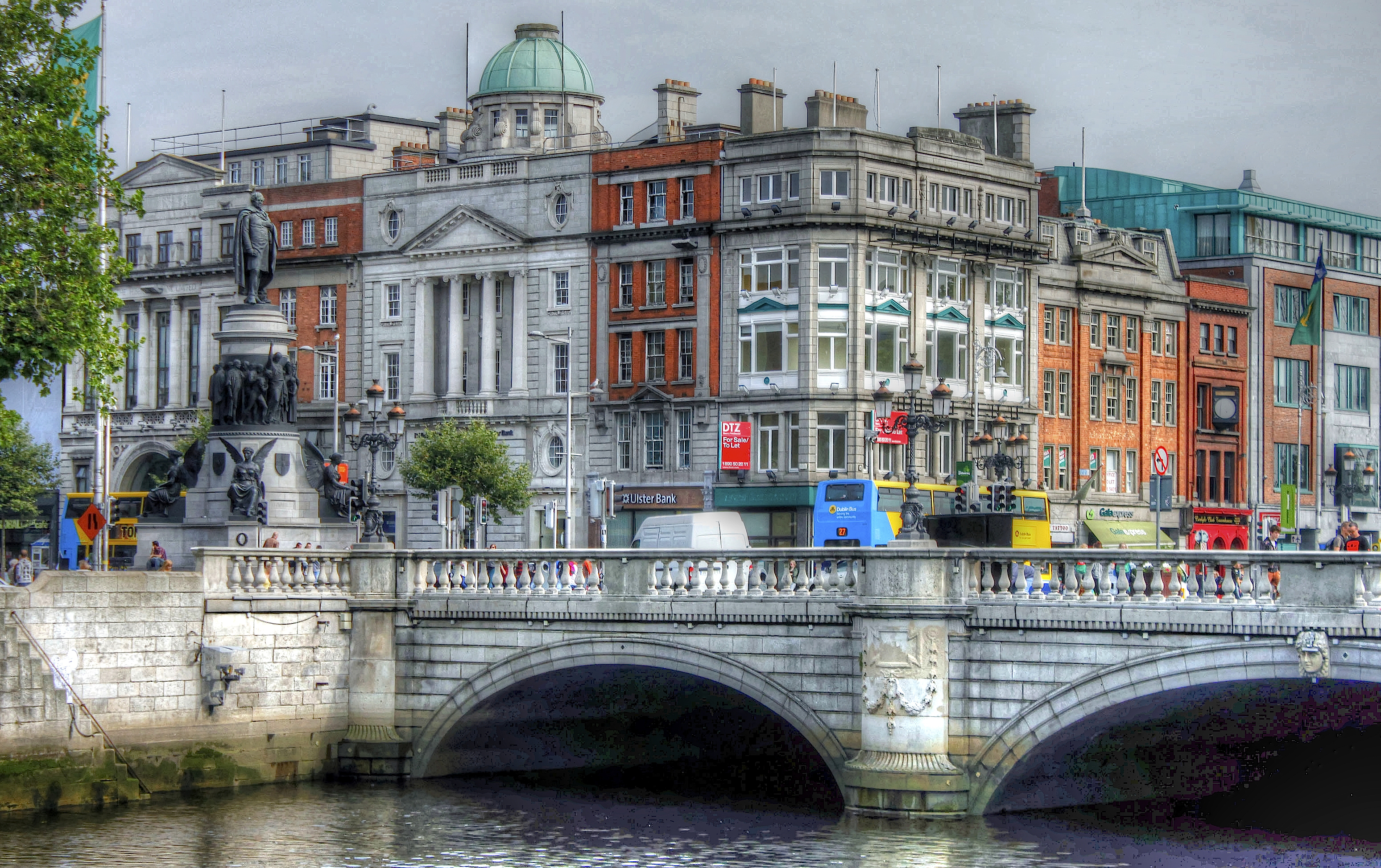
Вигляд на статую О'Коннела (вересень 2012)